# Zuhayr Talib Abd al-Sattar al-Naqib
Zuhayr Talib Abd al-Sattar al-Naqib (Arabisch: زهير طالب عبد الستار النقيب) (circa 1948 - Amman, 15 juni 2020) was sinds juni 2002 het hoofd van de Iraakse militaire inlichtingendienst onder dictator Saddam Hoessein. Hij werd op 23 april 2003 in bewaring genomen, nadat hij zichzelf had overgegeven.

## Biografie
Voorafgaand aan zijn overgave vond er nog een interview plaats met de Los Angeles Times. Hij gaf hierin aan dat hij in zijn 35-jarige carrière slechts bevelen had opgevolgd en dat het niet mogelijk was vrijwillig ontslag te nemen uit het leger. Bij zijn aanstelling in juni 2002 kreeg hij het gevoel dat hij onderdeel uitmaakte van een 'zinkend schip'. Hij gaf zich uiteindelijk vrijwillig over toen bleek dat ook andere voormalige regeringsfunctionarissen zich hadden overgeven. Naqib meldde dat er geen massavernietigingswapens waren in Irak, maar dat Saddam Hoessein had geweigerd de bewijsstukken aan de VN te overhandigen. Hoessein handelde uit wantrouwen naar zijn medewerkers en nam daardoor beslissingen die de militaire kracht ondermijnden, aldus Naqib. Het leger van Irak was tevens niet heropgebouwd na de Eerste Golfoorlog. Naqib gaf aan geen oorlogsmisdadiger te zijn.
Naqib overleed op 15 juni 2022 in de Jordaanse stad Amman.